# Myrionecta rubra

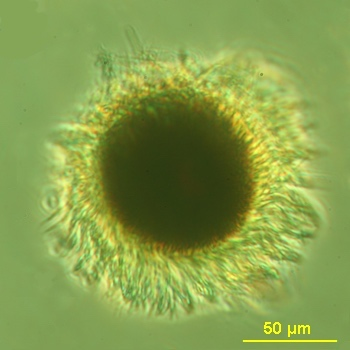
Myrionecta rubra

Myrionecta rubra (або Mesodinium rubrum) — вид планктонних інфузорій родини Mesodiniidae; спричиняє явище червоного цвітіння води.
Зустрічаються протягом усього року, найбільше навесні й восени, в прибережних районах морів. Вид було виявлено 1908 року, та його наукове значення стало відомим в кінці 1960-х років, коли він привернув увагу вчених рецидивуючим червоним забарвленням, викликаним формуванням масивного цвітіння, яке спричиняє червоні припливи в океанах.

## Опис
M. rubra має овальну або майже круглу форму тіла діаметром від 30 до 100 мікрометрів. Субекваторіальна перетяжка з війок розділяє тіло на більшу передню частку і меншу задню частку. Ці інфузорії мають два набори війок, які допомагають їм рухатися у воді: один набір розташований навколо ротового отвору, а інший — по всьому тілу. За допомогою війок може переміщуватися ривками на відстань приблизно в 10-20 разів більше довжини свого тіла за один рух. Ядро знаходиться в центрі й оточене органелами, переважно такими, що походять від водоростей.

## Симбіоз
Живлення міксотрофне, тобто вони здатні отримувати енергію як через фотосинтез, так і шляхом поглинання органічних речовин. Містять симбіотичні водорості, які надають цим одноклітинним організмам здатність до фотосинтезу. Ця незвичайна автотрофна властивість була відкрита 2006 року, коли генетичне секвенування виявило, що пластиди були отримані від основної їжі інфузорії — автотрофних водоростей криптомонад (або криптофітів) шляхом ендосимбіозу. Це також є прикладом концепції крадіжки клітинних органел, відомої як кептопластія.
Крім того, M. rubra вступає в ендосимбіоз, передаючи свої пластиди хижакам — динофлагелятним планктонам, що належать до роду Dinophysis.

## Значення для екосистем

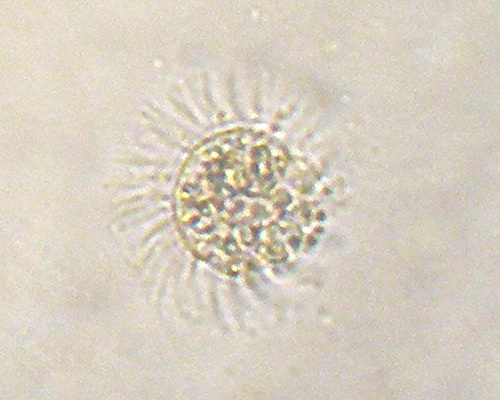
M. rubra Чорного моря

Грають важливу роль в екосистемах, оскільки є основними продуцентами органічної речовини й слугують їжею для багатьох інших водних організмів. Проте масове цвітіння M. rubra може мати негативний вплив, оскільки воно може знижувати рівень кисню у воді, що шкодить рибам та іншим водним організмам.